# Боруджен
Борудже́н (перс. بروجن‎) — город на юго-западе Ирана, в провинции Чехармехаль и Бахтиария. Административный центр шахрестана Боруджен.
На 2006 год население составляло 49 077 человек.
| 1986   | 1991   | 1996   | 2006   | 2010   |
| ------ | ------ | ------ | ------ | ------ |
| 34 231 | 38 952 | 42 862 | 49 077 | 51 465 |

## География
Город находится на востоке Чехармехаля и Бахтиарии, в горной местности центрального Загроса, на высоте 2 241 метра над уровнем моря.
Боруджен расположен на расстоянии приблизительно 55 километров к юго-востоку от Шехре-Корда, административного центра провинции и на расстоянии 400 километров к югу от Тегерана, столицы страны. Выгодное географическое положение города (на стыке юго-западной и центральной частей Ирана) стимулирует промышленный рост и развитие экономики.

## Климат
Боруджен — один из самых высокогорных городов Ирана. Климат Боруджена отличается умеренно тёплым, сухим летом, и морозным зимним периодом. За год выпадает 243 мм осадков (24 % весной, 1 % в летнее время, 33 % осенью, и 44 % в зимний период). Снежный покров лежит обычно 122 дня в году, а температура может опускаться до −27°С. Максимальная наблюдаемая температура составляла 36 °C.